# Guria Lantjchuti
Guria Lantjchuti (georgiska: გურია ლანჩხუთი) är en fotbollsklubb från den georgiska staden Lantjchuti. Klubben spelar i Umaghlesi Liga sedan säsongen 2013/2014. Före år 1960 hette klubben Kolmeurne Lantjchuti, K.I.M.I.